# Гостьовий будинок Ханг Нга

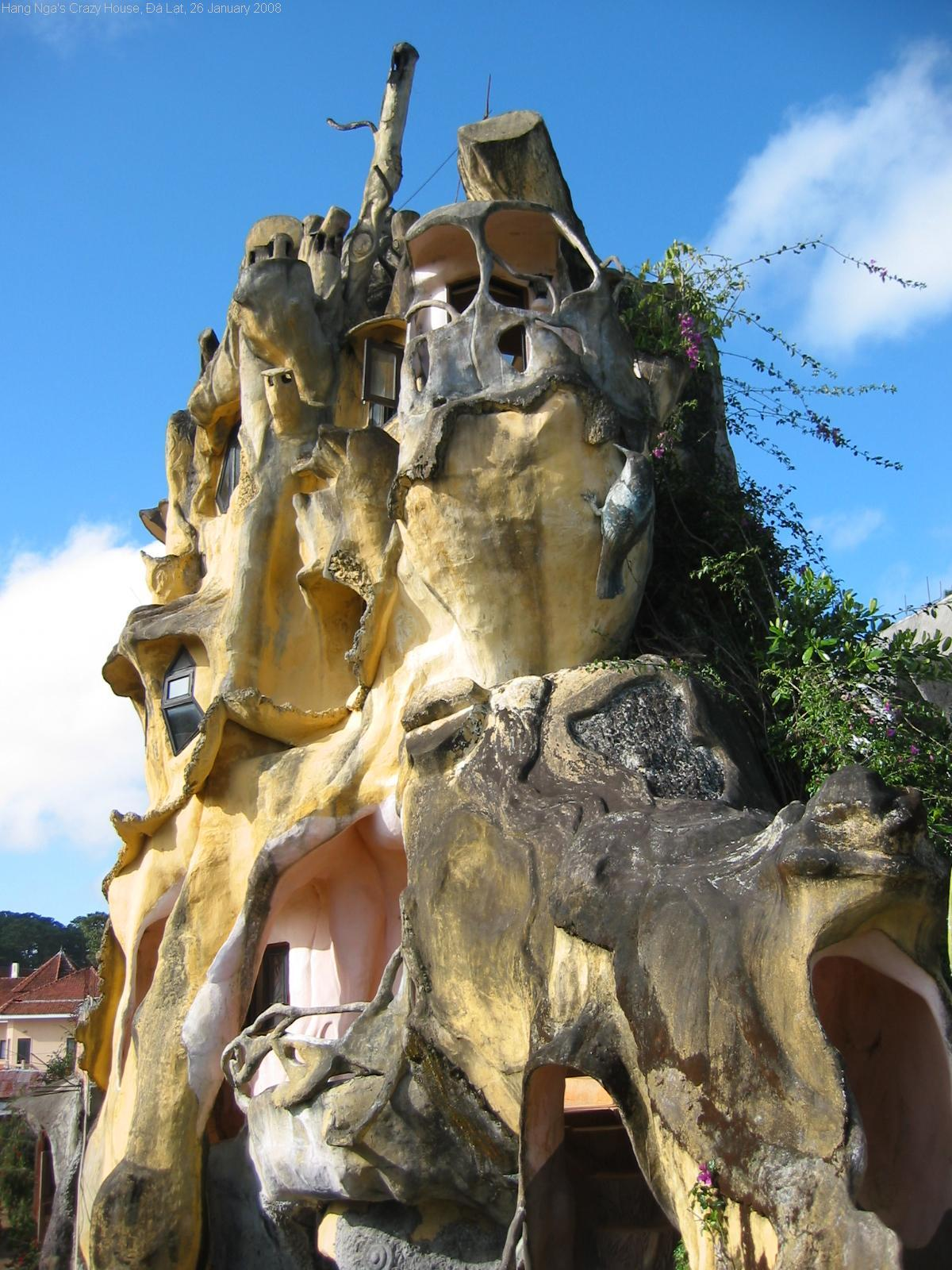
Гостьовий будинок Ханг Нга

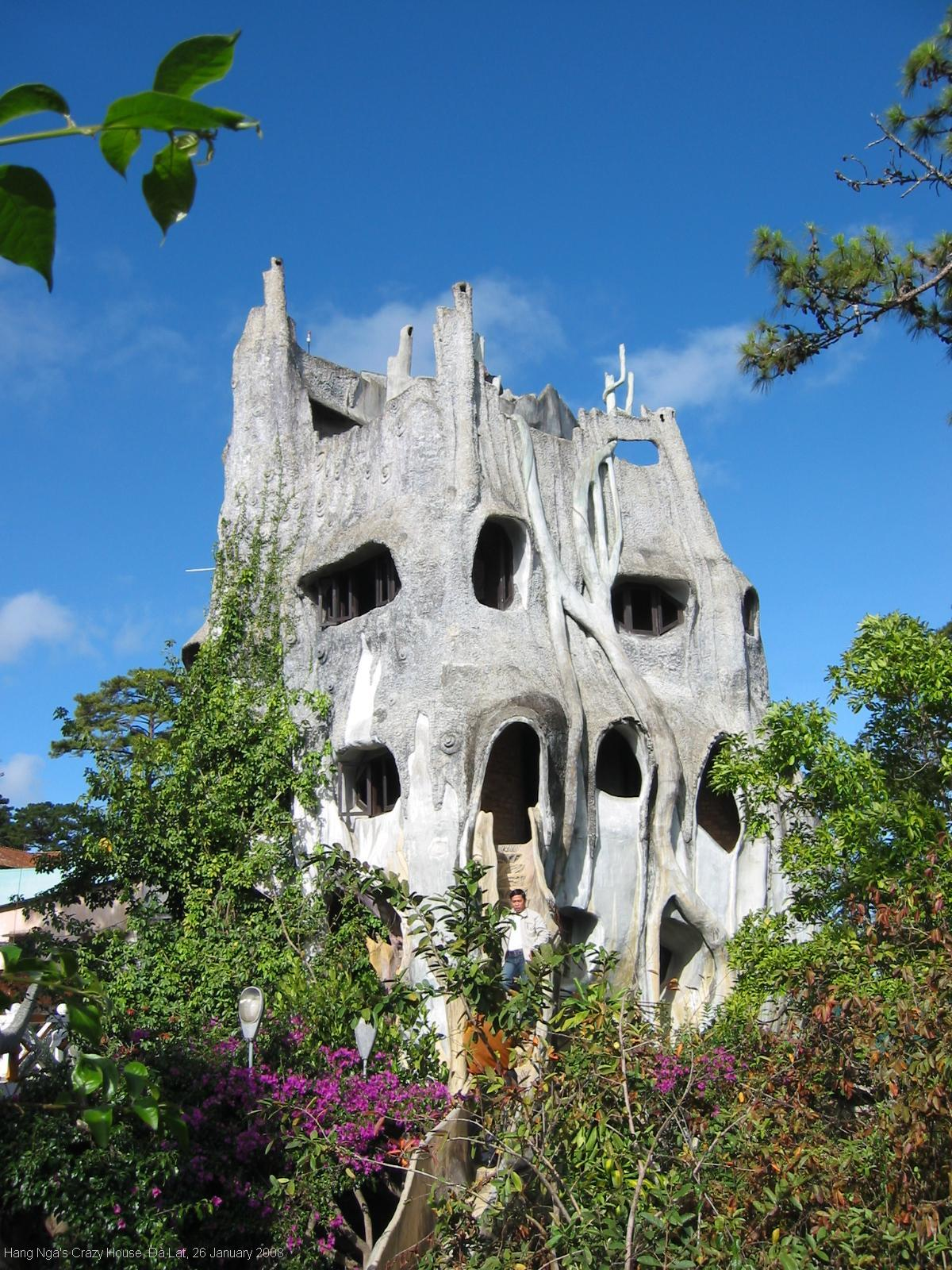
Нерегулярні вікна гостьового будинку. Вид із двору

Гостьовий будинок Ханг Нга (в'єт. Biệt thự Hằng Nga), також «Crazy House» (в'єт. Ngôi nhà quái dị) — будівля незвичайної архітектури, спроєктована та збудована 1990 року в'єтнамським архітектором Данг В'єт Нга в місті Далат (В'єтнам). Будівлю зведено у стилі «казкового» будинку. Загальний вигляд нагадує гігантське дерево із декоративними елементами дизайну в формі тварин, грибів, велетенського павутиння й печер. Експресіонізм архітектурного рішення Данг було реалізовано під впливом каталонського іспанського архітектора Антоніо Гауді.
З моменту побудови 1990 року будівля набула відомості завдяки унікальній архітектурі та вважається однією з найбільш незвичайних будівель у світі. Архітектура будівлі гостьового будинку Ханг Нга настільки фантастична, що перші гості, які відвідали цей будинок, вигукували «Crazy house [Архівовано 22 квітня 2013 у Wayback Machine.]»!? З тих пір його так і називають. В'єтнамці недолюблюють це місце, занадто воно «нестандартне», тому основними відвідувачами цього будинку є туристи. В цьому гостьовому будинку можна залишитись і пожити.